# Parte de la historia (álbum)
Parte de la historia es el quinto álbum en vivo de Ruben Rada. En él repasa canciones de El Kinto, Totem y Opa. Fue editado en 2020 por Montevideo Music Group.

## Historia
"Parte de la historia" fue un espectáculo estrenado en junio de 2019 en el Teatro Solís donde Rada repasó canciones de El Kinto, Totem, Opa (bandas que integró) y de su carrera solista. El espectáculo también se presentó en el Auditorio del Sodre y en el Teatro Ópera de Argentina. De él se extrajeron cuatro videos que fueron publicados en Youtube.
A diferencia del espectáculo, el contenido del álbum Parte de la historia se limita a canciones de El Kinto, Totem y Opa. Algunas fueron compuestas por Rada como autor o coautor y otras por Eduardo Mateo, Hugo y Osvaldo Fattoruso, Chichito Cabral, Walter Cambón, o con participación de Eduardo Useta y Urbano Moraes. Las primeras seis canciones corresponden al repertorio de El Kinto, de la 7 a la 12 al de Totem, y las últimas tres al de Opa.
La banda estuvo integrada por Gustavo Montemurro en teclados, Matías Rada en guitarras y coros, Nacho Mateu en bajo, "Tato" Bolognini en batería, Julieta y Lucila Rada en coros y "Lobo" Núñez, Noé Núñez y Bocha Martínez en percusión.

## Lista de canciones
1. Qué me importa (Ruben Rada)
2. Don Pascual (Chichito Cabral)
3. Suena blanca espuma (Walter Cambón)
4. Esa tristeza (Eduardo Mateo)
5. Muy lejos te vas (Ruben Rada)
6. Mejor me voy (Ruben Rada)
7. Dedos (Eduardo Useta, Ruben Rada)
8. Orejas (Chichito Cabral)
9. Días de esos (Chichito Cabral, Urbano Moraes)
10. Heloísa (Ruben Rada)
11. Negro (Ruben Rada)
12. Biafra (Ruben Rada)
13. Mind Projects (Ruben Rada, Hugo Fattoruso, Osvaldo Fattoruso)
14. Groove (Hugo Fattoruso, Osvaldo Fattoruso)
15. Montevideo (Ruben Rada, Hugo Fattoruso)

## Músicos
- Rubén Rada: voz y percusión
- Matías Rada: guitarra, coros y voz en "Esa tristeza"
- Lucila Rada: coros
- Julieta Rada: coros
- Gustavo Montemurro: teclados y coros
- Nacho Mateu: bajo
- Tato Bolognini: batería
- Lobo Núñez: tambor piano en 12 y 15 y percusión en 1, 8, 9, 13 y 14
- Noé Núñez: tambor repique en 12 y 15 y percusión en 8 y 13
- Bocha Martínez: tambor chico en 12 y 15

## Ficha técnica
- Mezcla: Gustavo Montemurro, Ruben Rada
- Masterización: Esteban Demelas
- Diseño: Lucas Carrier Pujol
- Sonido en vivo: Daniel Canoura
- Grabación: Gerardo "Pocho" Barcello
- Producción técnica: Fabián Vázquez
- Producción general del espectáculo: Sabina Harari y Virginia Scasso (S&V Producción Cultural)